# Technical Grammy Award
Nagroda Grammy w kategorii Grammy Tech Award przyznawana jest za wybitne osiągnięcia techniczne w dziedzinie przemysłu muzycznego.

## Zwycięzcy
Zwycięzcy Grammy w kategorii Grammy Tech Award w poszczególnych latach:
| Firmy                          | Osoby                             |
| ------------------------------ | --------------------------------- |
| Sony/Philips (1998)            | Dr. Thomas G. Stockham Jr. (1994) |
| Georg Neumann GmbH (1999)      | Ray Dolby (1995)                  |
| AMS Neve plc (2000)            | Rupert Neve (1997)                |
| Digidesign (2001)              | George Massenburg (1998)          |
| Apple Computer, Inc. (2002)    | Bill Putnam (2000)                |
| Shure Incorporated (2003)      | Les Paul (2001)                   |
| Solid State Logic, Ltd. (2004) | Dr. Robert Moog (2002)            |
| JBL Professional (2005)        | Geoff Emerick (2003)              |
|                                | Douglas Sax (2004)                |
|                                | Phil Ramone (2005)                |